# 死霊の王
『死霊の王』（原題: Halloween Rain ）は、テレビシリーズ『バフィー 〜恋する十字架〜』の小説版。1997年に発売されたオリジナル小説である。著者はクリストファー・ゴールデン&ナンシー・ホルダー。1997年11月1日に発行された。

## ストーリー
ハロウィーンの夜、バフィーはサニーデールに古くから伝わる言い伝え「人を襲うカボチャ」の話を聞かされる。夜も更けたころ、墓場からゾンビが現れ、カボチャ畑のカボチャがピラニアのように群れをなして人を襲い始める。

## 登場人物
- バフィー・アン・サマーズ
バンパイア・スレイヤー。
- ザンダー・ハリス
バフィーの友人。
- コーディリア・チェイス
学園の女王。
- ルパート・ジャイルズ
司書。バフィーのウォッチャー。
- マスター
バンパイア。本作では名前のみの登場。
- ウィロー・ローゼンバーグ
バフィーの友人。
- オリアリー
サムハインの呪いを知る老人。近所からは変人扱いされる。
- サムハイン
カボチャ畑の案山子。正体は魔王。
- アフロディシア・キングズベリー
コーディティ[1]の一人。バフィーとは犬猿の仲。